# Asystent (stanowisko na uczelni)
Asystent (łac. assistens „towarzyszący”; pot. asystent profesora) – najniższe rangą stanowisko na uczelni dla pracowników naukowych lub naukowo-dydaktycznych posiadających tytuł zawodowy magistra (lub magistra inżyniera) lub stopień naukowy doktora (lub dr inż.).
W przeciwieństwie do samodzielnych pracowników nauki określani są czasem mianem „pomocniczych pracowników nauki”. W języku angielskim odpowiednikami funkcji asystenta (będącego pracownikiem dydaktyczno-naukowym) są stanowiska teaching assistant (asystenta dydaktycznego) oraz research assistant (asystenta badawczego), w praktyce podobnie jak w Polsce zajmowane przede wszystkim przez doktorantów.